# Kieferbach

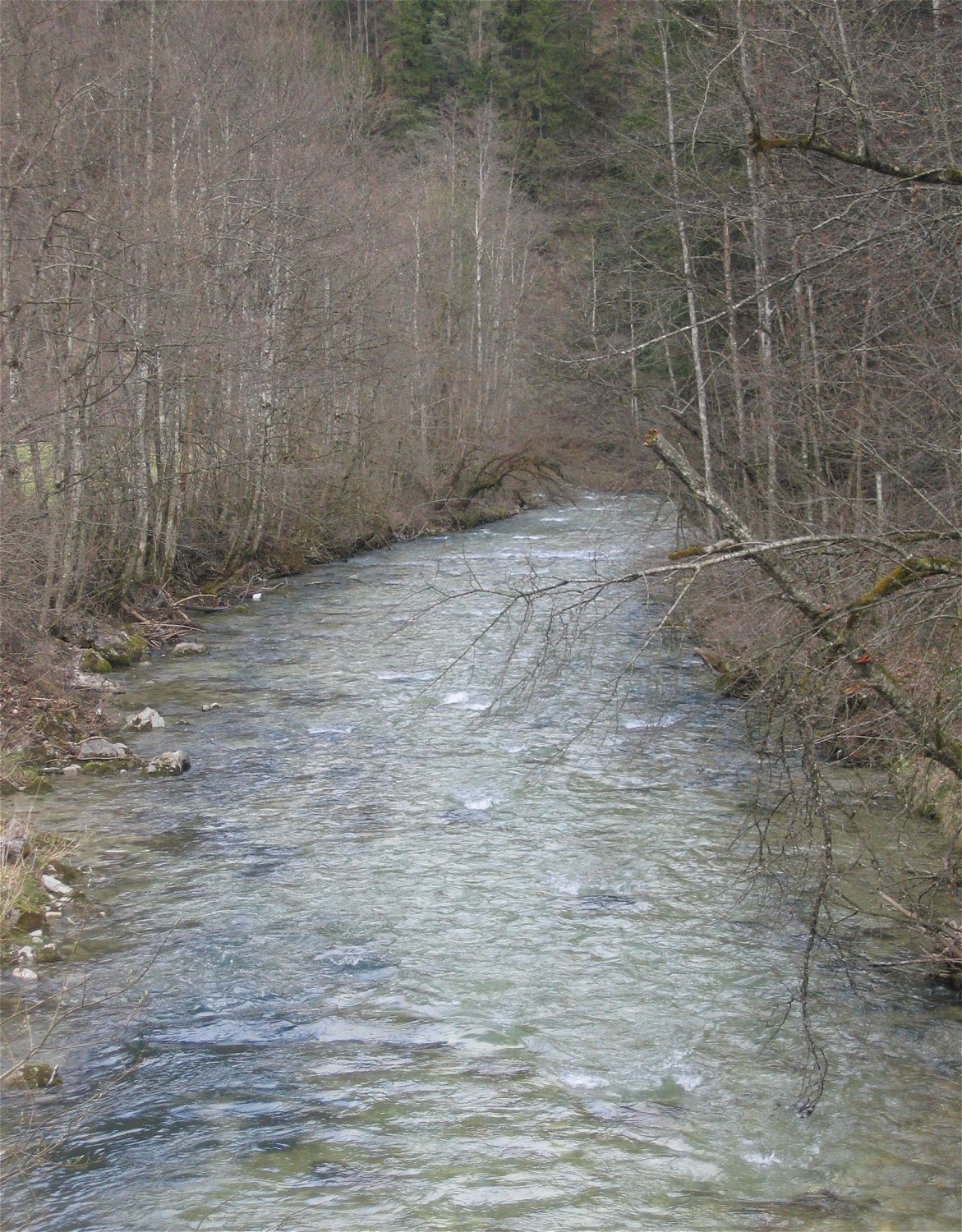
Klausenbach in der Nähe von Thiersee, Ortsteil Wachtl

Der Kieferbach, im Oberlauf nur Ache oder Klausbach, im Mittellauf Thierseer Ache und im Unterlauf auch Klausenbach genannt, ist ein circa 24 km langer, linker bzw. westlicher Zufluss des Inn in den Nördlichen Kalkalpen in Österreich und Deutschland.

## Namensdeutung
Der Bach tritt im 13. Jh. mit der Form ad locum … Chivirinis Ursprinch („Quelle des Kieferbachs“) erstmals urkundlich in Erscheinung. Das Bestimmungswort leitet sich am ehesten vom bairischen Wort kifer für „Gries, Sand“ ab, demzufolge wäre die Bedeutung ursprünglich „sandiger Bach“ gewesen.
Klausenbach bzw. Klausbach kommt von „klausen“, dazu wurde früher der Holztransport aus den umliegenden Wäldern mittels Aufstauen des Bachs abgewickelt, was noch teilweise in der Glemmtalschlucht sichtbar ist. Die grammatikalisch scheinbar richtige Schreibweise Thierseeer Ache ist falsch.

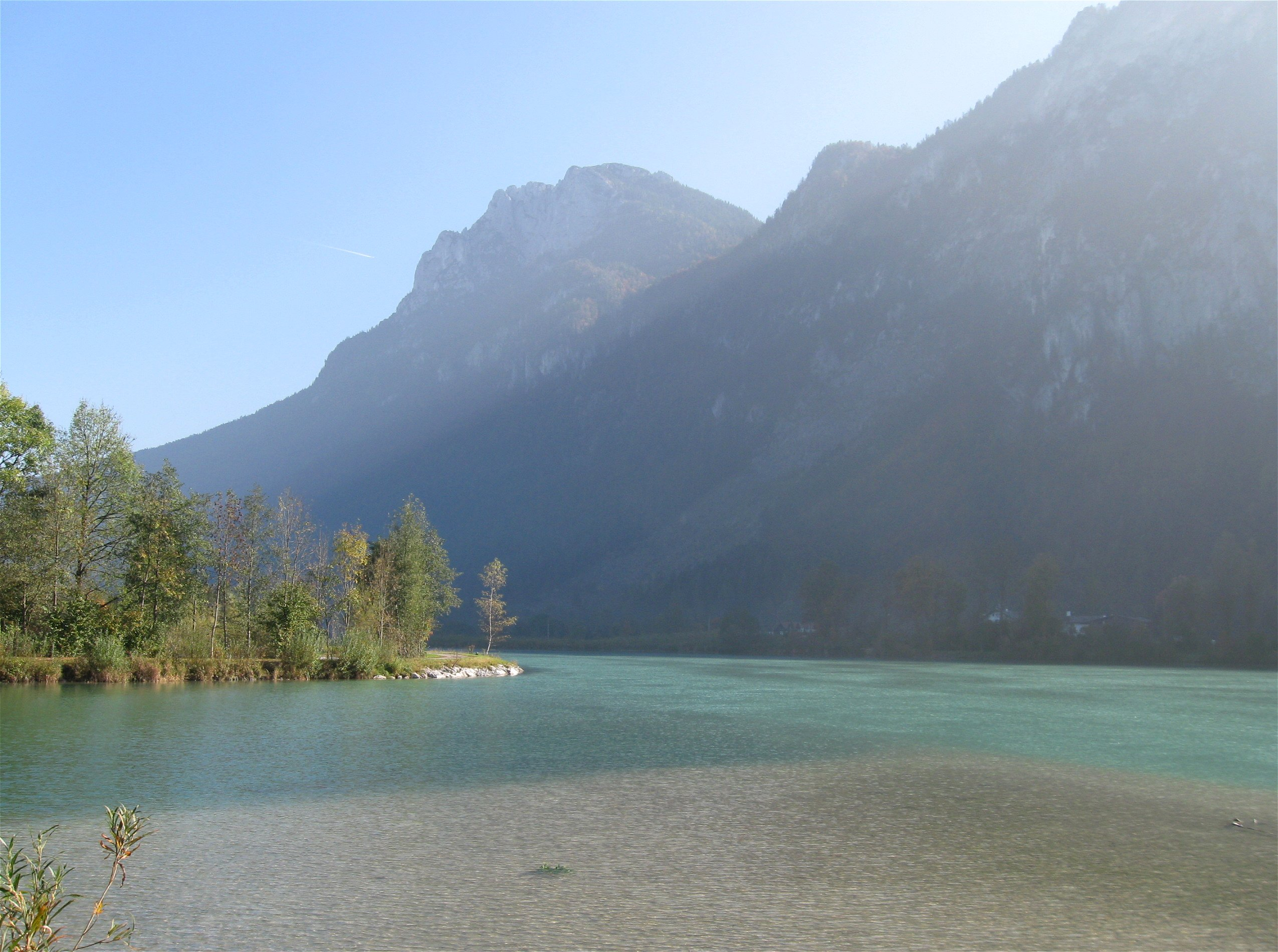
Kieferbachmündung
Der Kieferbach kommt von links vorne, der Inn fließt von rechts nach links hinten, das rechte Innufer liegt in Tirol.

## Verlauf
Der Fluss entspringt in Tirol als Klausbach im Hinterkesselboden aus mehreren kleinen, zeitweise trockenliegenden Bächen der Nordseite des Schönfeldjochs beim Ursprungpass, fließt als Thierseer Ache im Thierseetal durch die Gemeinde Thiersee, vorbei am Zementwerkssteinbruch in Wachtl über die Grenze nach Bayern.  Im Bereich von der Staatsgrenze bis zur Gießenbachmündung hat das Gewässer die beiden amtlich geführten Namen Kieferbach und Klausenbach. Nach dem linksseitigen Zufluss des Gießenbaches folgen die Wachtl-Express-Bahn und die Thierseestraße gemeinsam dem Flusslauf durch das Klausenbachtal in Richtung Kiefersfelden. Etwa auf halber Strecke fließt rechts der Hechtseeabfluss zu. Der Fluss fließt dann als Kieferbach durch das Dorf und mündet schließlich im Ortsteil Unterkiefer in den Inn.
Die Thierseer Ache, der Klausenbach und der Kieferbach bilden ab dem zufließenden Glemmbach die Grenze zwischen den Bayerischen Voralpen im Norden und den Brandenberger Alpen im Süden.

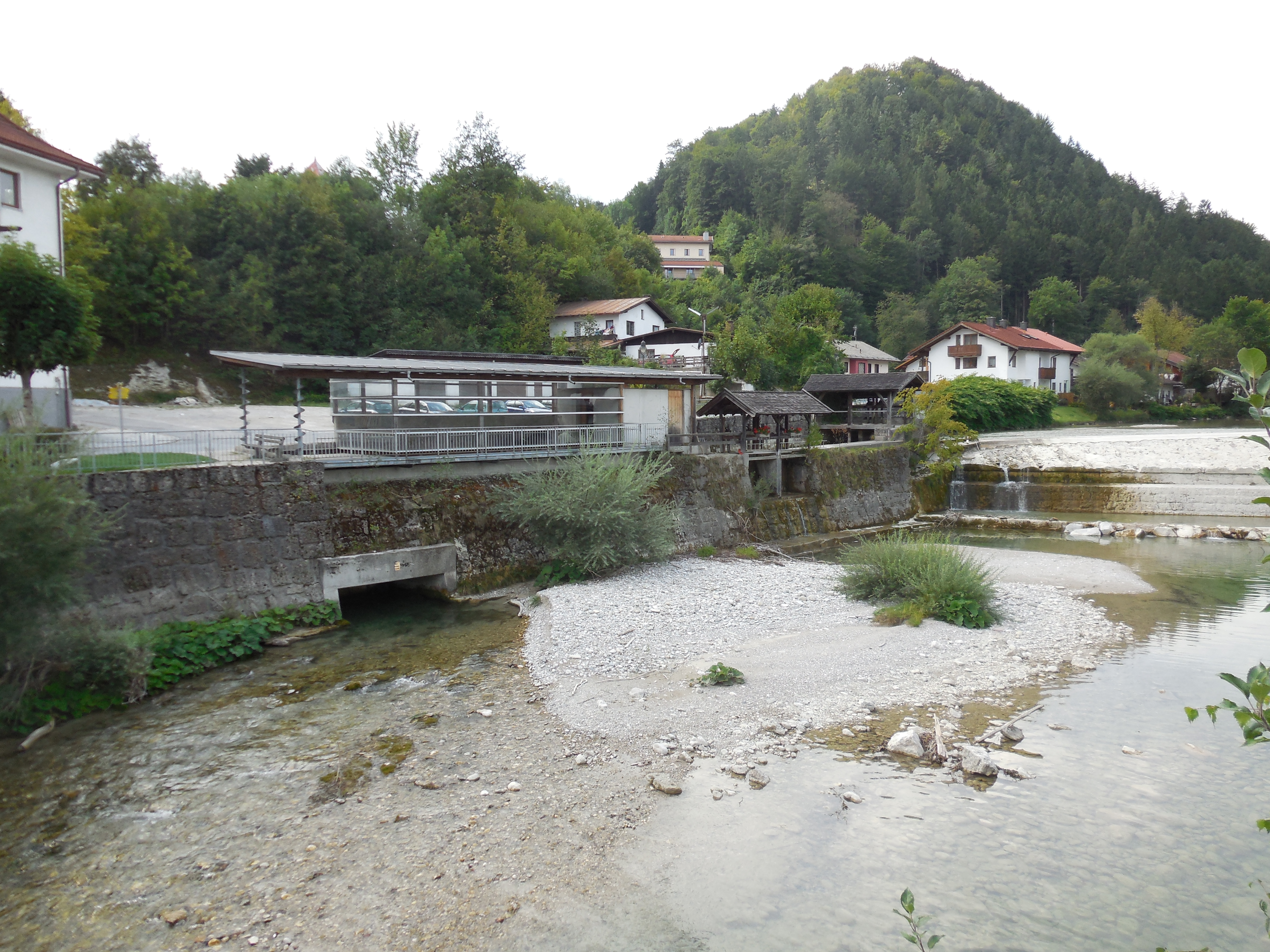
Wasserkraftschnecke in Kiefersfelden

## Nutzung
Mitten in Kiefersfelden befindet sich am rechten Ufer ein Wehr und daran anschließend eine Wasserkraftschnecke.

## Ökologie
Der Lauf der Thierseer Ache ist zum überwiegenden Teil natürlich oder naturnah. Sie weist auf Tiroler Gebiet Gewässergüteklasse II auf (Stand 2005).